# 上野貴央
上野 貴央（うえの たかお）は日本のテレビプロデューサー。フジテレビジョン所属。

## 人物
- 2012年から黒木彰一チーフプロデューサーの下で春名剛生(2017年7月1日付で編成部に異動)と共にプロデューサーを担当。
- 2018年から黒木彰一の他太田一平チーフプロデューサーの下でもプロデューサーを担当。
- 2019年7月1日付で制作現場から離れたが、2022年7月に制作現場に戻した。

## 現在の担当番組
スペシャル番組
- さんタク（プロデューサー→一時離脱→チーフプロデューサー）
- 有吉弘行の脱法TV（チーフプロデューサー）

## 過去の担当番組
AD（アシスタントディレクター）
- ショーパン

FD（フロアディレクター）
- 全国一斉!日本人テスト
- オレワン

ディレクター
- 夜の笑っていいとも!春・秋のドラマ特大号
- G★ウォーズ

プロデューサー
- FNS27時間テレビ  笑っていいとも! 真夏の超団結特大号!! 徹夜でがんばっちゃってもいいかな?
- 武器はテレビ。SMAP×FNS27時間テレビ
- 27時間テレビ にほんのれきし
- 女子アナスペシャル
- タモリ・中居のドラマチック・リビングルーム（以前はディレクター）
- 笑っていいとも!特大号
- 森田一義アワー 笑っていいとも!
- 笑っていいとも!増刊号（以前はディレクター → 制作プロデューサー）
- FNS5000番組10万人総出演! がんばった大賞
- おじゃMAP!!
- 関ジャニ∞クロニクル
- キスマイBUSAIKU!?
- アオハル (青春) TV
- 嵐ツボ
- TOKIOカケル
- VS魂グラデーション
- 木7◎×部
- 新しいカギ

協力プロデューサー
- SMAP GO!GO!
- SMAP×SMAP

チーフプロデューサー
- ケーキのかわり
- FNSラフ&ミュージック2022〜歌と笑いの祭典〜
- ENGEIグランドスラム（→協力プロデューサー）
- 1分以内に爆笑を起こせ THE ドッカン王
- 関ジャニ∞→SUPER EIGHTの あとはご自由に
- 相葉◎×部（以前はプロデューサー）
- THE MANZAI マスターズ
- 新春!爆笑ヒットパレード